# Микола Бауман (фільм)
«Микола Бауман» — радянський художній фільм 1967 року, про російського революціонера Миколу Баумана (1873—1905).

## Сюжет
Розповідь про останні роки життя революціонера. Про його спілкування з робітниками і артистичною богемою, вбивство і похоронах.

## У ролях
- Ігор Лєдогоров —  Микола Ернестович Бауман
- Юхим Копелян —  Савва Тимофійович Морозов
- Еліна Бистрицька —  Марія Федорівна Андрєєва
- Ірина Мірошниченко —  Надія Бауман
- Ігор Дмитрієв —  Василь Іванович Качалов
- Володимир Балон —  Ілля Олександрович Сац
- Сергій Никоненко —  Віктор
- Наталія Величко —  Ніна
- Геннадій Юхтін —  Кудряшов
- Наталія Суровегіна —  Саша
- Олег Голубицький —  Волков
- Родіон Александров —  Зотов
- Лев Поляков —  Котов
- Олександр Калягін (дебют) —  Марат
- Станіслав Симонов —  прибиральник в трактирі
- Олександр Малокієнко — епізод
- Ольга Гобзєва —  дама на похоронах (в титрах не вказано)
- Вадим Захарченко — епізод
- Петро Любешкін —  наглядач
- Анатолій Обухов — епізод
- Наталія Крачковська — епізод (в титрах не вказано)
- Валентин Ткаченко — епізод
- Аркадій Толбузін —  Бережной

## Знімальна група
- Режисер — Семен Туманов
- Сценаристи — Георгій Капралов, Семен Туманов
- Оператор — Георгій Купріянов
- Композитор — Володимир Рубін
- Художник-постановник —  Василь Щербак
- Художник по костюмах —  Лідія Наумова